# تعلم التحدث
تعلم التحدث هي أول مجموعة قصصية للمؤلفة الإنجليزية هيلاري مانتل، نشرتها دار فورث إستيت عام 2003.

## القصص
مُعظم القصص يرويها شخص بالغ يُفكر في طفولته، والعديد منها يعكس حياة هيلاري مانتل.
- الملك بيلي رجل نبيل (كتابة جديدة 1992، مينيرفا)- غادر والد ليام، وجاء في نفس الوقت مستأجر جديد والذي يوفر لوالدة ليام دخله. ثم تنتقل عائلة إلى المنزل المجاور مع طفلين، يعاديان ليام، ويكشفان عن أن ليام ينتمي إلى خلفية أيرلندية كاثوليكية، تحتدم تحت الطائفية بين العائلتين...
- مدمرة (إصدار جرانتا رقم 63، 1998)- مات كلبها فيكتور وحل محله جروان، فيكتور ومايك. كان الكلبان مختلفين تمامًا عندما كبروا…
- المنحني هو خط الجمال (ملحق تايمز الأدبي#5157) - في عام 1962 انطلقت العائلة (باستثناء الأب) إلى برمنغهام في سيارة جاك النزيل. كان جاكوب صديق جاك من إفريقيا - لم يلتق الراوي برجل أسود من قبل. ثم وصلت تابي ابنة أخت جاكوب وذهب الراوي في نزهة معها حيث دخلوا ساحة للخردة وسرعان ما ضاعوا…
- تعلم التحدث (مجلة لندن، 1987)- انتقلت الراوية من شيشاير حيث أخذت دروسًا في الخطابة للتخفيف من حدة لهجتها الشمالية. لم تستمتع أبدًا بالدروس لكنها تمكنت من اجتياز شهادتها …
- ارتفاع الطابق الثالث (مجلة تايمز، 2000)- عملت أم بعدها ابنتها في شركة أفليك آند براون في مانشستر.
- اللوح النظيف (المرأة والمنزل، 2001)- تزور والدتها فيرونيكا وتتذكر نشأتها في ديروينت، ديربيشاير، حيث تعرضت للغرق في خزان ليديباور. تجد وصف والدتها لتلك الحادثة مليئة بالأكاذيب والمبالغات...